# Емпајер (Колорадо)
Емпајер (енгл. Empire) град је у америчкој савезној држави Колорадо.

## Демографија
По попису из 2010. године број становника је 282, што је 73 (-20,6%) становника мање него 2000. године.
| Група             | 2000.       | 2010.       |
| Белци             | 329 (92,7%) | 262 (92,9%) |
| Афроамериканци    | 0 (0,0%)    | 5 (1,8%)    |
| Азијати           | 1 (0,3%)    | 0 (0,0%)    |
| Хиспаноамериканци | 13 (3,7%)   | 11 (3,9%)   |
| Укупно            | 355         | 282         |